# Rudolf Günther
Rudolf Günther (8. ledna 1880 Schötmar, dnes Bad Salzuflen – 7. prosince 1941 Gadderbaum, okres Bethel, dnes Bielefeld) byl německý architekt. Během svého života byl jedním z nejvyhledávanějších architektů ve svém rodném městě Bad Salzuflen a výrazným způsobem spoluutvářel panorama města. Mnohé z jeho budov jsou nyní památkově chráněny.

## Život
Rudolf Günther byl synem Johanna Heinricha Günthera (1844-1914), stavitele železniční stanice v Schötmaru, a jeho manželky Dorothey Friederike Mathilde roz. Hackemack (1851-1897). Po absolvování základní školy a vyšší soukromé chlapecké školy se v továrně svého otce vyučil tesařem. Na přelomu století navštěvoval stavební školu Baugewerkschule Höxter, tu ale nedokončil. Od roku 1905 do roku 1907 pracoval pro bielefeldského architekta Bernharda Kramera, poté se jako host účastnil přednášek na technice v Karlsruhe. V roce 1909 se Günther vrátil do Salzuflenu a otevřel si tam architektonickou kancelář. V roce 1913 se oženil s Gertrud Denecke (1884-1959) z Burgdorfu a měl s ní dvě děti. Günther byl také aktivní v komunální politice. Během druhé světové války se snížil počet jeho zakázek a přidaly se také zdravotní problémy. 7. prosince 1941 podlehl v nemocnici v Bethel rakovině. Jeho hrob se nachází na hřbitově na ulici Herforder Straße v Salzuflenu.

## Dílo
Během svého tvůrčího období mezi lety 1909 a 1941 vytvořil Günther více než 60 budov, z nichž mnohé stále stojí, a dnes je více než tucet z nich historickými památkami. Většinou se jedná o obytné domy a penziony, které Günther obvykle navrhoval jako dvojdomy. Architektonické styly, které reprezentoval, sahaly od secese přes tzv. Bäderarchitektur (lázeňskou architekturu) až po styl Neues Bauen (modernu). V desátých a třicátých letech 20. století byl Rudolf Günther v Bad Salzuflenu renomovaným architektem a úspěšně se účastnil různých soutěží. Jeho dům Haus Bender, postavený v roce 1912, je dnes jednou z nejdůležitějších budov lázeňské architektury počátku 20. století ve Vestfálsku.

## Galerie

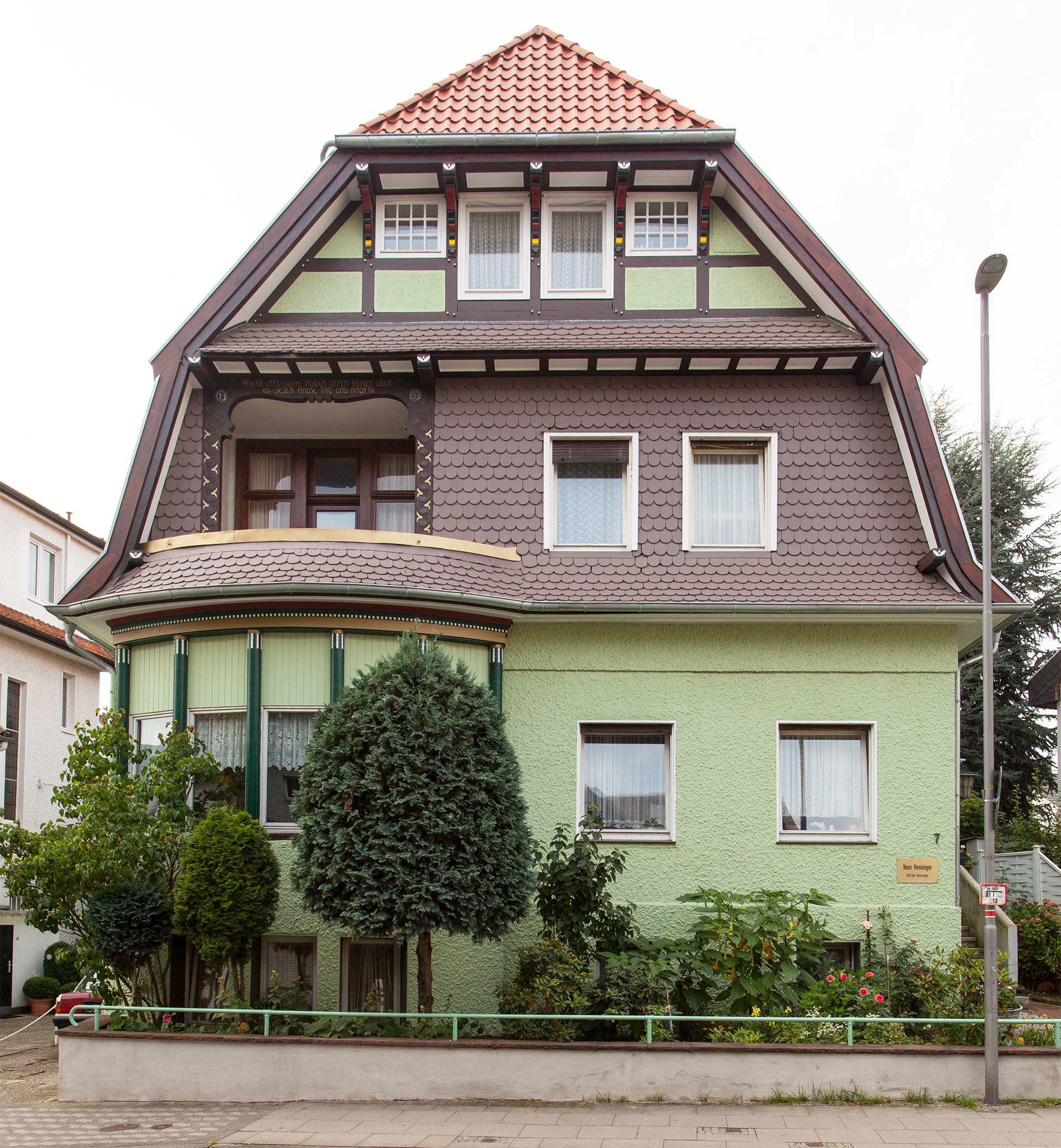
Obytný dům (1909)
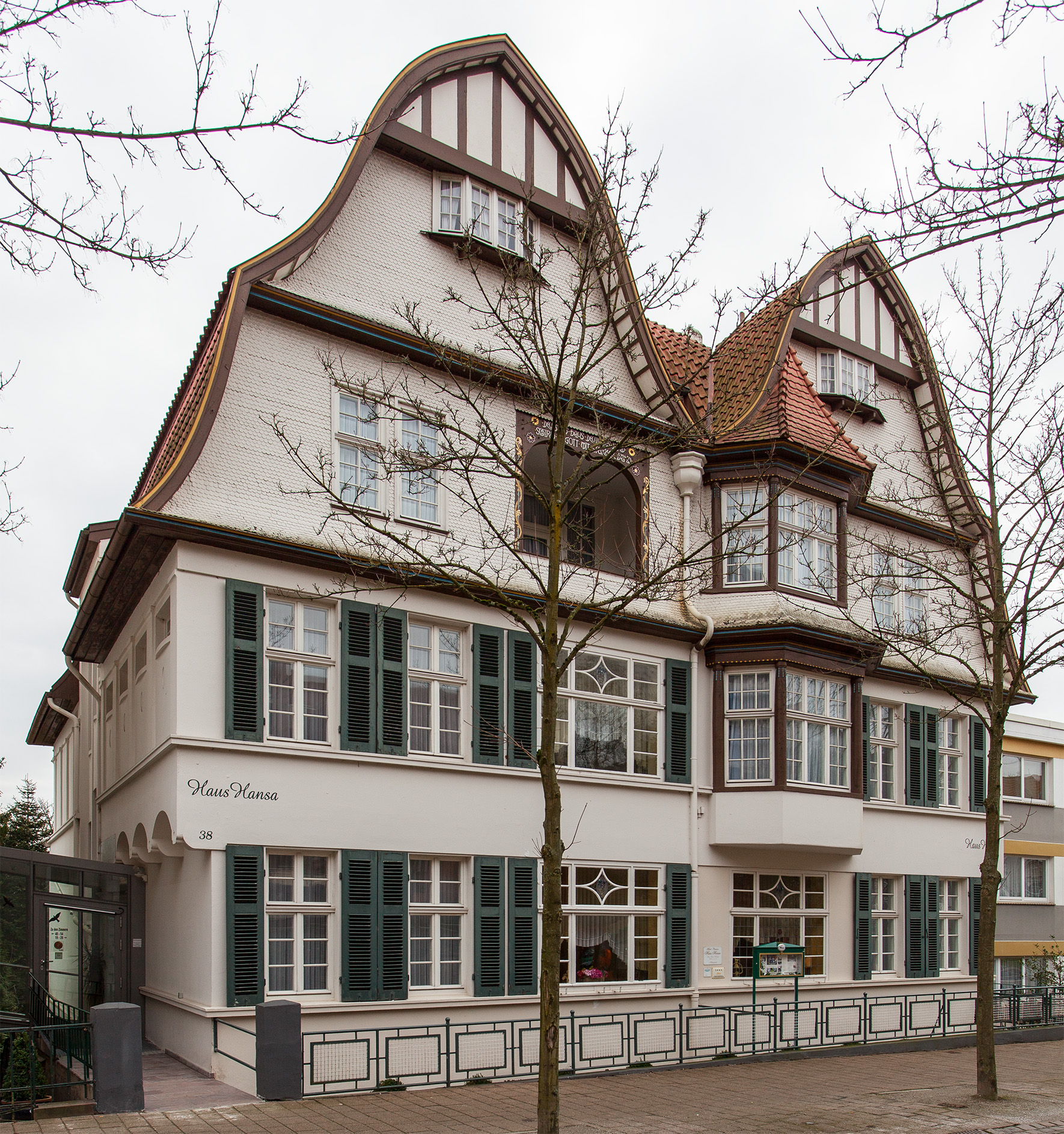
Pension (1911)
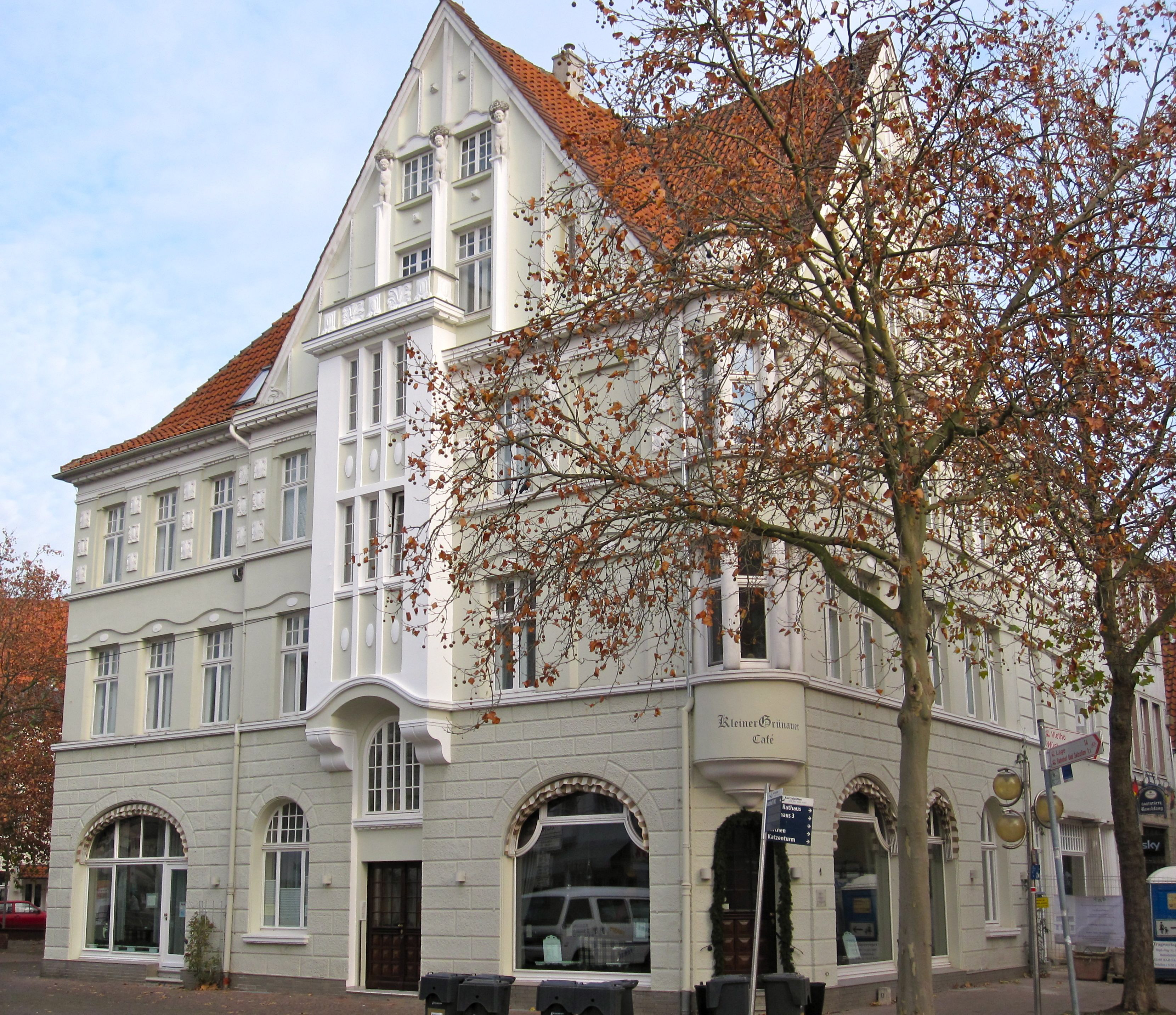
Obytný dům s obchodem (1911)
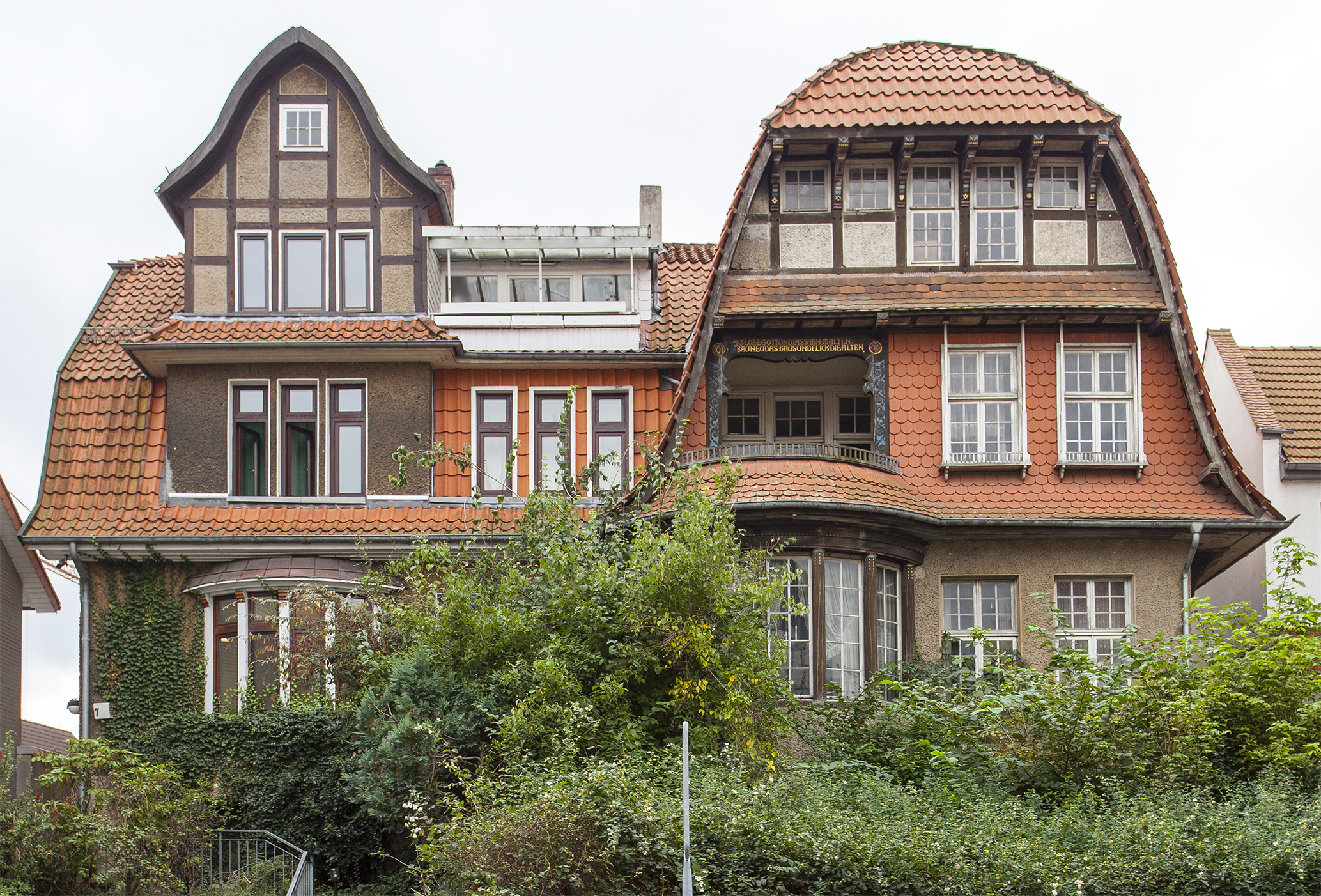
Obytný dvojdům (1912)
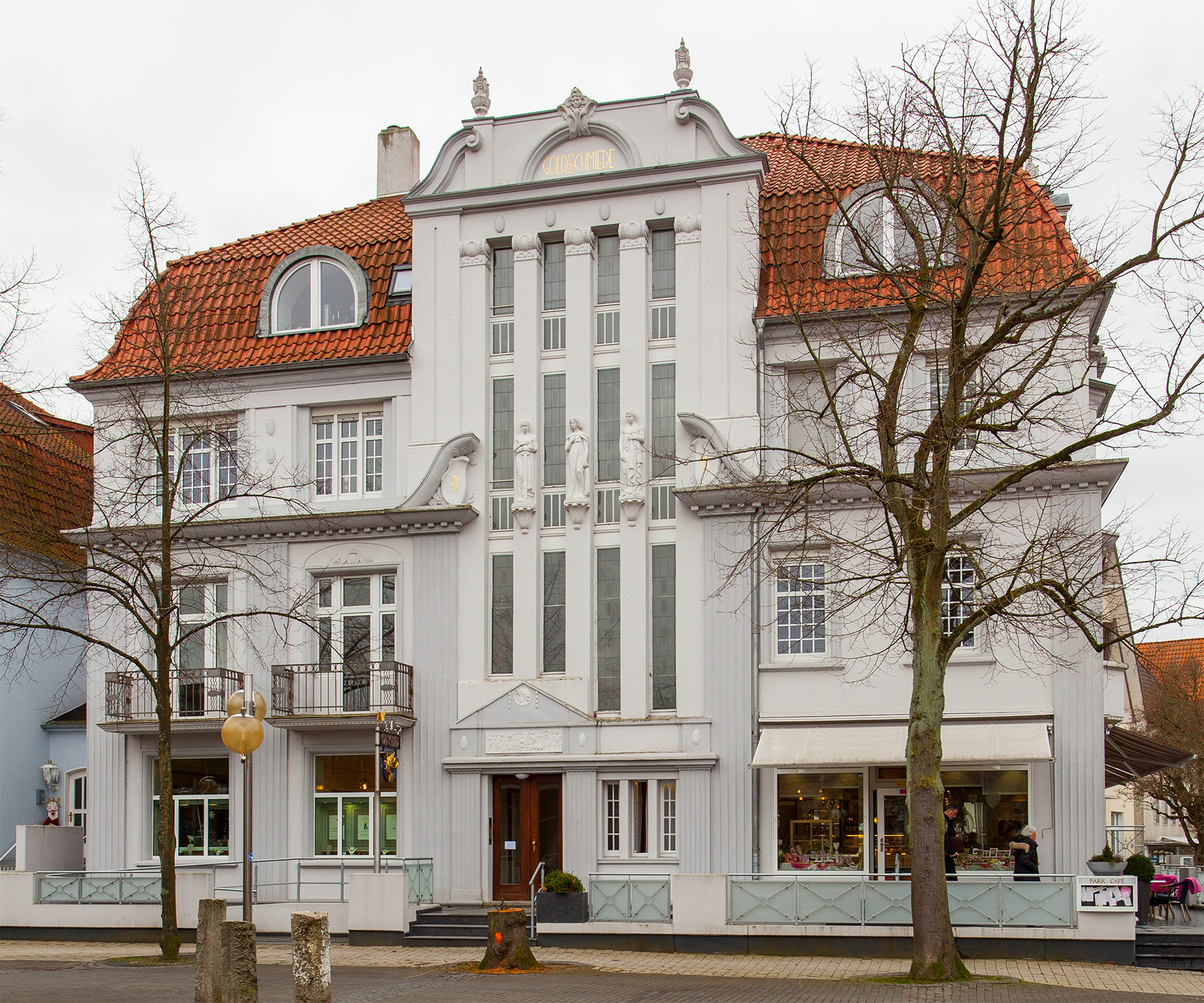
Dům Haus Bender (1912)
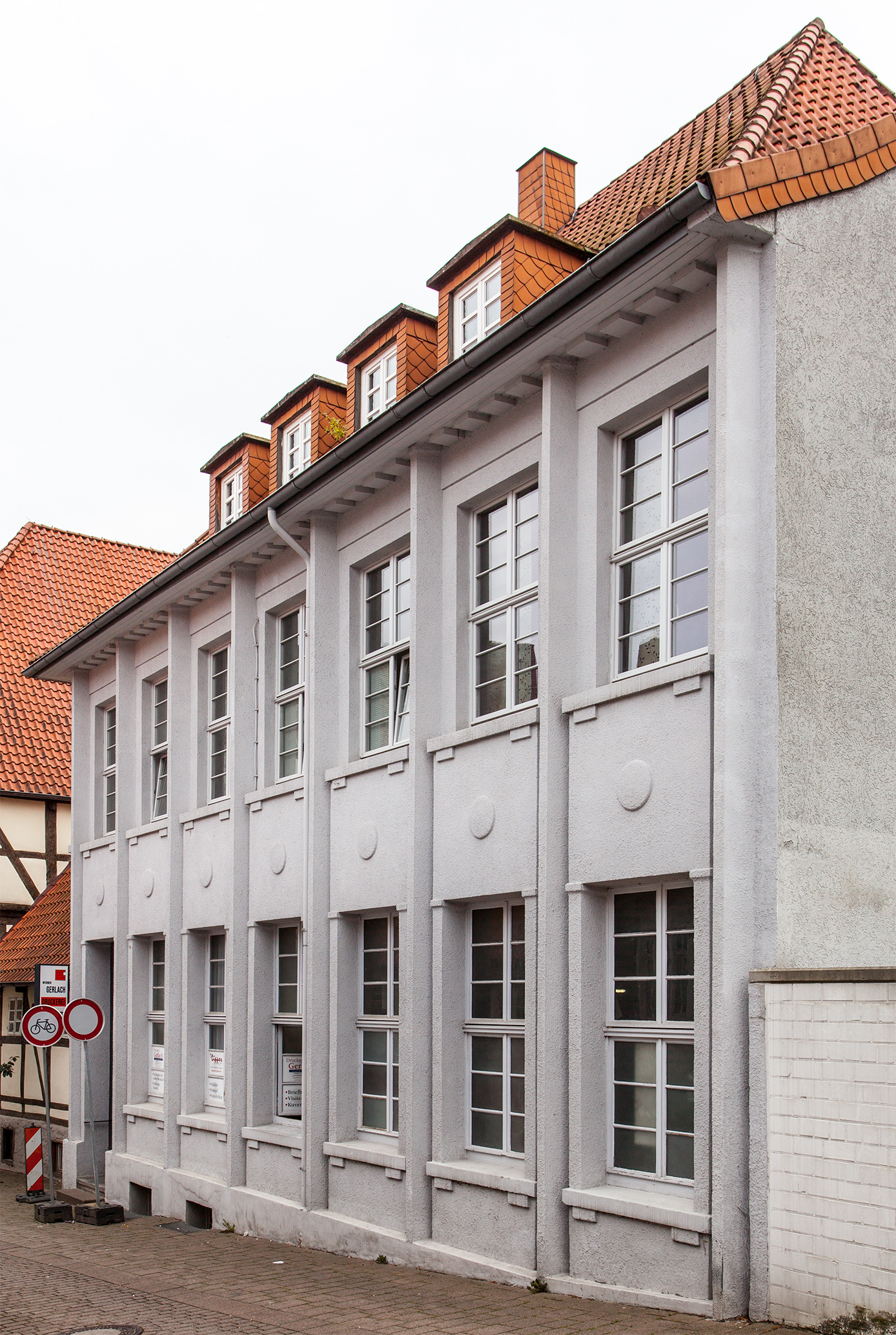
Budova tiskárny (1926)
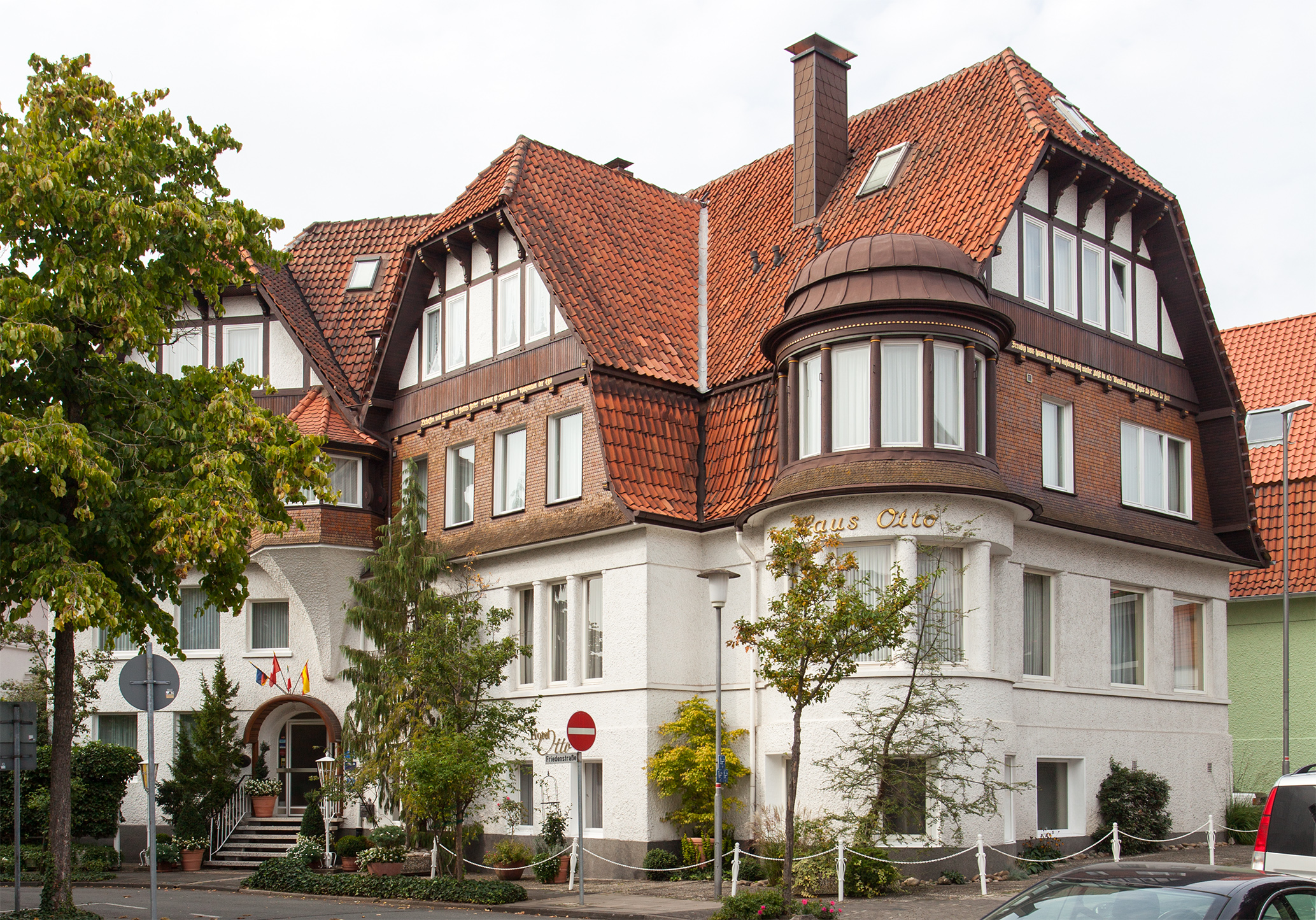
Pension (1926)
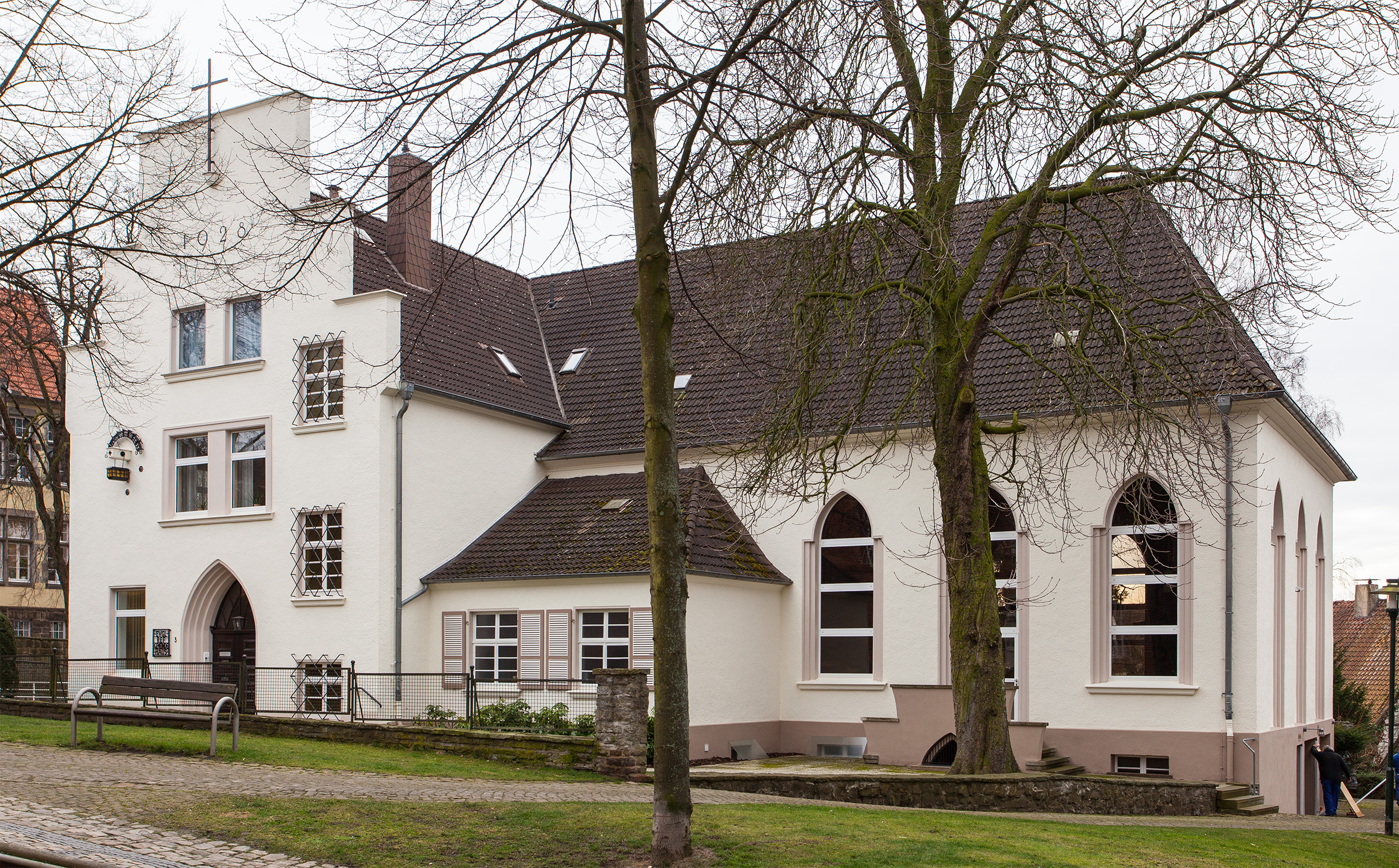
Obecní dům (1928)
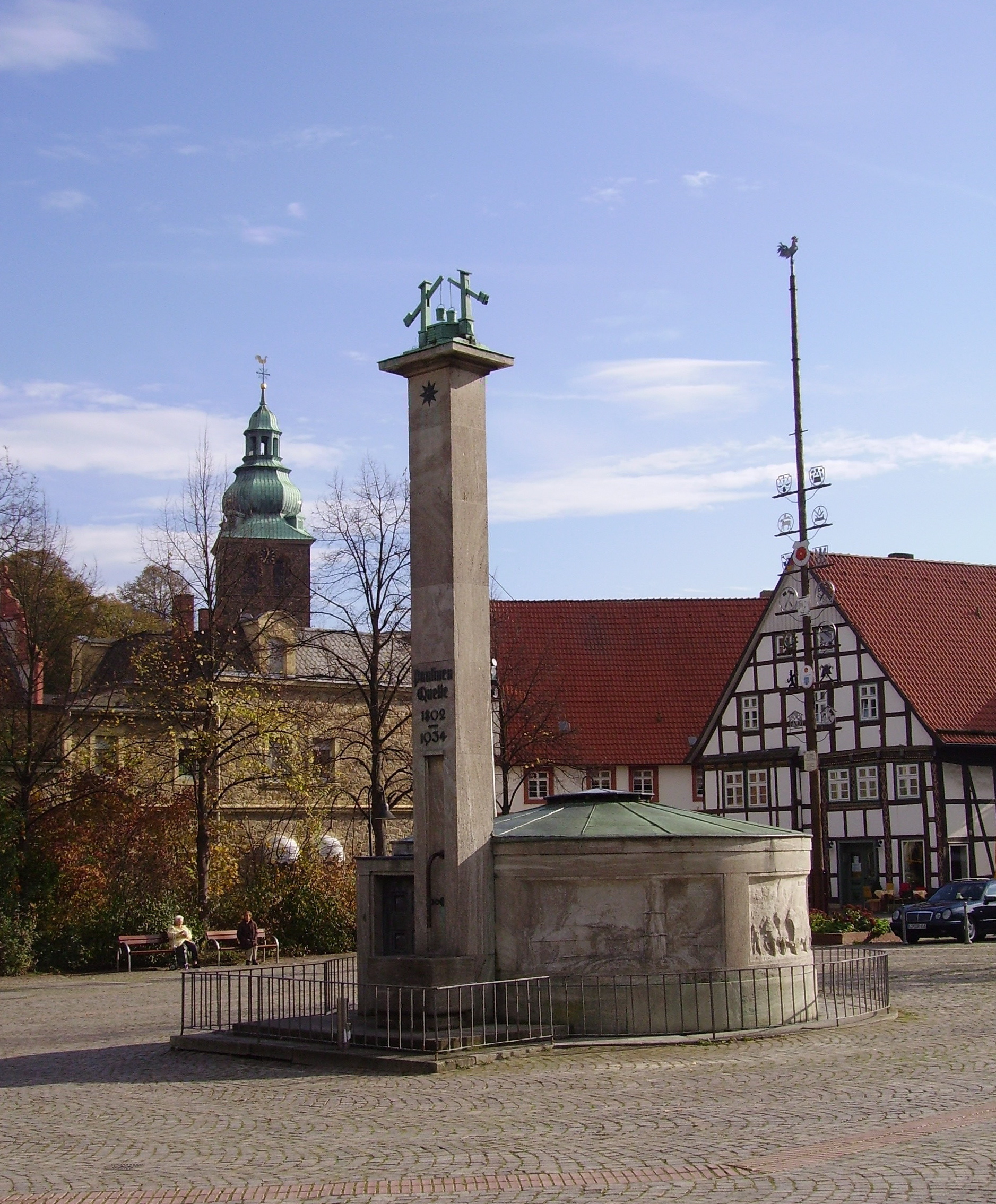
Nástavba pramene Paulinenquelle (1933/34)